# Sulz im Burgenland
Sulz im Burgenland (kroatisch Šeškut; ungarisch Sóskutfalu, Sóskut) ist ein Ort und eine Katastralgemeinde der Gemeinde Gerersdorf-Sulz im Burgenland.
Das Angerdorf liegt am Zickenbach nordwestlich von Güssing. Es gibt Funde aus der Römerzeit. Der Ort wird im Jahr 1388 erstmals urkundlich erwähnt.
Es gibt Hakenhöfe, teils noch mit ursprünglicher Giebelfassade. Der Ort wurde im 16. Jahrhundert von Kroaten neu besiedelt. Das Kroatentum ist in der Nachkriegszeit erloschen. 

## Kultur und Sehenswürdigkeiten

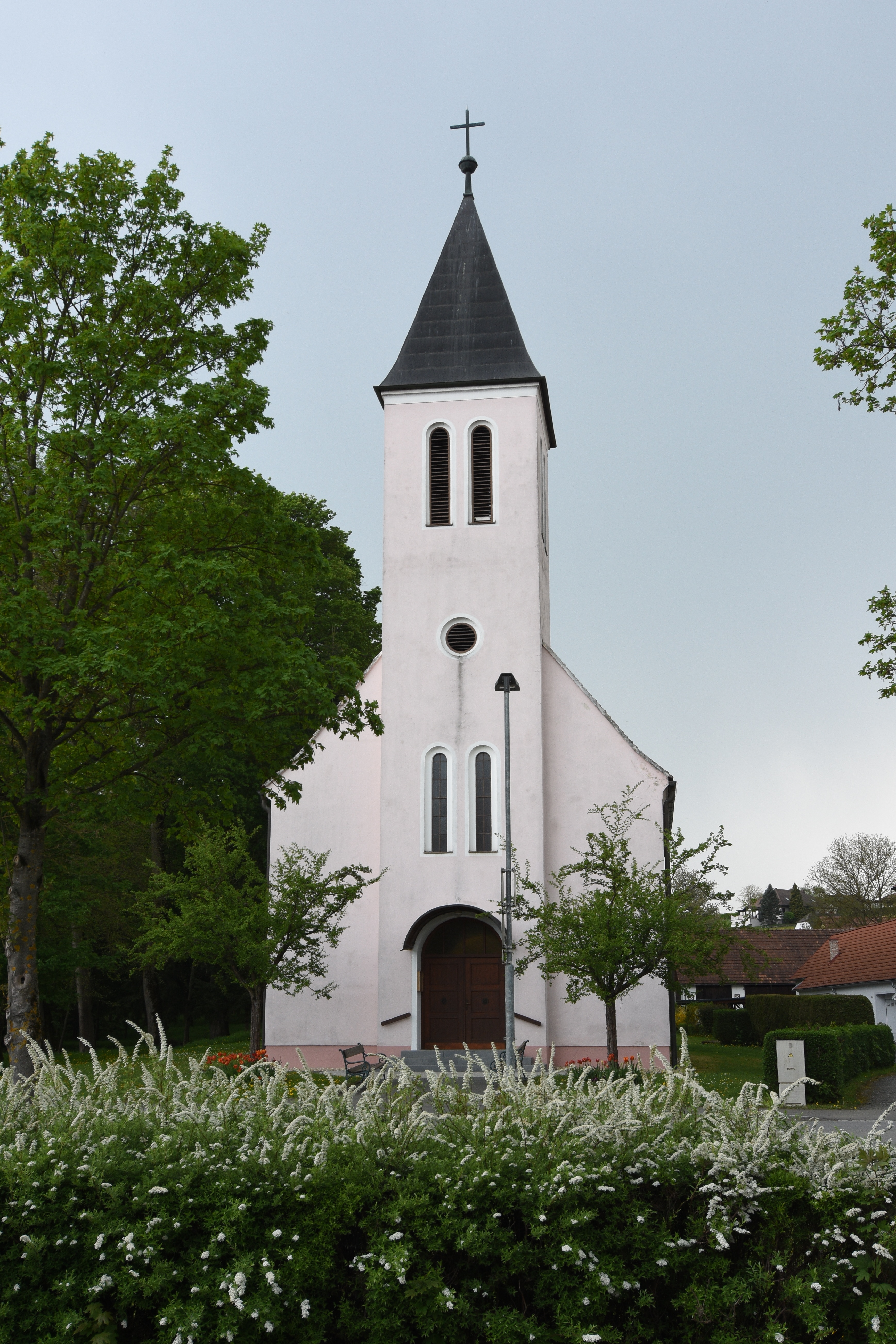
Filialkirche Sulz im Burgenland

- Brunnenhaus der Vitaquelle (Güssinger Mineralwasser), in der 1. Hälfte des 19. Jahrhunderts errichtet.
- Kastell Festetics, um 1800 errichtet.
- Filialkirche Sulz im Burgenland

## Persönlichkeiten
Peter Jandrisevits (1879–1938), Geistlicher und Politiker, stammte aus Sulz.